# Aurora (Maine)
Aurora es un pueblo ubicado en el condado de Hancock en el estado estadounidense de Maine. En el Censo de 2010 tenía una población de 114 habitantes y una densidad poblacional de 1,12 personas por km².

## Geografía
Aurora se encuentra ubicado en las coordenadas 44°52′31″N 68°16′1″O / 44.87528, -68.26694. Según la Oficina del Censo de los Estados Unidos, Aurora tiene una superficie total de 101.65 km², de la cual 97.53 km² corresponden a tierra firme y (4.05%) 4.12 km² es agua.

## Demografía
Según el censo de 2010, había 114 personas residiendo en Aurora. La densidad de población era de 1,12 hab./km². De los 114 habitantes, Aurora estaba compuesto por el 99.12% blancos, el 0% eran afroamericanos, el 0% eran amerindios, el 0% eran asiáticos, el 0% eran isleños del Pacífico, el 0% eran de otras razas y el 0.88% pertenecían a dos o más razas. Del total de la población el 0.88% eran hispanos o latinos de cualquier raza.